# José
José är den spanska och portugisiska formen av förnamnet Josef med betydelsen 'Herren skall föröka' eller 'Herren förökar'. Även om stavningen är densamma uttalas namnet helt olika i de båda språken: [ʒuˈzɛ] på portugisiska och [xoˈse] på spanska.[källa behövs]
En vanlig portugisisk kortform av namnet är "Zé", en annan är "Juca". Ett spanskt smeknamn är "Pepe" och i Latinamerika förekommer varianterna "Cheché", "Chepe" och "Chepito". Berömda personer med namnet José inkluderar:

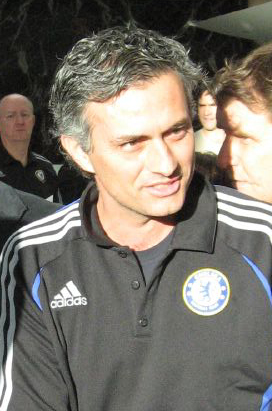
José Mourinho

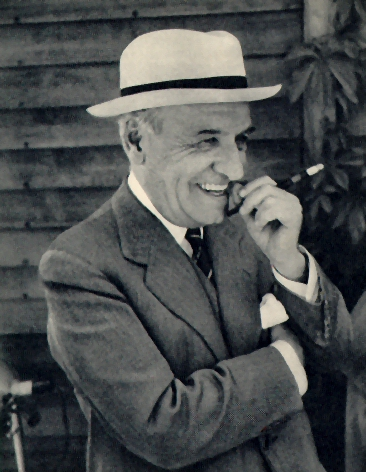
José Ortega y Gasset

- Antonio Banderas, född som José Antonio Domínguez Bandera, spansk skådespelare
- Antonio José, ung spansk sångare
- José Bosingwa da Silva, portugisisk fotbollsspelare
- José María Buljubasich, argentinsk fotbollsmålvakt
- José de Calasanz, romersk-katolsk präst
- José Raúl Capablanca y Graupera, kubansk schackspelare
- José Carreras, spansk tenor
- José-Luis Clerc, argentinsk före detta tennisspelare
- José Echegaray y Eizaguirre, spansk matematiker, politiker och dramatiker
- José Feliciano, puertoricansk sångare och gitarrist
- José Marcelo Ferreira, Zé Maria, brasiliansk fotbollsspelare
- José Ferrer, puertoricansk-amerikansk skådespelare, regissör mm.
- José Froilán González, argentinsk racerförare
- José Edmílson Gomes Moraes, Edmilson, brasiliansk fotbollsspelare
- José González, svensk singer/songwriter och gitarrist
- Xanana Gusmão, född som José Alexandre Gusmão, premiärminister i Östtimor
- José María Gutiérrez Hernández, spansk fotbollsspelare
- José Kléberson Pereira, Kléberson, brasiliansk fotbollsspelar
- José Julián Martí Pérez, kubansk politiker, journalist, filosof och poet
- José Ernesto Medellín, avrättad mördare och våldtäktsman
- José María Morelos, mexikansk präst och militär
- José Mourinho, portugisisk fotbollstränare
- José Muñoz, argentinsk serieskapare
- José Maria Olazábal, spansk golfspelare
- José Clemente Orozco, mexikansk målare
- José Ortega y Gasset, spansk filosof och politisk teorietiker
- José Antonio Páez, Venezuelas president under tre perioder
- José Guadalupe Posada, mexikansk konstnär
- José Ramos-Horta, Östtimors president
- José Eustasio Rivera, colombiansk författare
- José Antonio Primo de Rivera, spansk politiker
- José Manuel Reina Páez, Pepe Reina, spansk fotbollsmålvakt
- José Antonio Reyes, spansk fotbollsspelare
- José Rizal, filippinsk nationalhjälte
- José Ramón Rodil, spansk general och statsman
- José Rujano, professionell venezolansk tävlingscyklist
- José Enrique Sánchez Díaz, spansk fotbollsspelare
- José Saramago, portugisisk författare och nobelpristagare
- José Roberto da Silva Júnior, Zé Roberto, brasiliansk fotbollsspelare
- Alférez José Maria Sobral, argentinsk sjöofficer, geolog och upptäcktsresande
- José Sócrates Carvalho Pinto de Sousa, Portugals premiärminister
- José Ernesto Sosa, argentinsk fotbollsspelare
- José Calvo Sotelo, spansk politiker
- José Théodore, kanadensisk ishockeymålvakt
- José Torres, puertoricansk proffsboxare
- José Luis Rodríguez Zapatero, spansk politiker

José kan också vara en vänskaplig kortform för kvinnonamnet Josefina i spansktalande länder.